# 约翰·斯基里泽斯
约翰·斯基里泽斯（拉丁語：Ioannes Scylitzes，羅馬化：Iōánnēs Skylítzēs），11世纪晚期拜占庭帝国历史学家，知名著作有《编年史》，涵盖了公元811年至1057年拜占庭帝国的历史并延续了宣信者狄奧法內斯的记录。其中，《编年史》有马德里的斯基利泽斯手抄本在世。